# Корсиканський націоналізм
Корсика́нський націоналі́зм — це політичний, культурний і соціальний рух, який проголошує, що корсиканці є окремою нацією та заявляє про необхідність надання автономії або навіть незалежності Корсиці.

## Перші ініціативи
1914 рік — створення політичного і культурного огляду «А Cispra», яке проголошувало, що «Корсика перестала бути всього лиш однією з частин Франції. Це окрема нація, яка була завойована та буде відроджена». Це було першим проголошенням курсу на корсиканську автономію.
1920 рік — створення газети «A Muvra», присвяченої політичним і культурним питанням.
1923 рік — створення Партії корсиканської дії (франц. Partitu Corsu d'Azione), на чолі з Петру Рокка, яка потім перетвориться на Корсиканську партію автономії (франц. Partitu Corsu Autonomista), вимагатиме визнання корсиканського народу і мови та відкриття власного університету.

## Корсика 1960-их
Наприкінці 1950-их років демографія і економіка островів досягли найнижчих рівнів. З кінця ХІХ століття населення Корсики продовжує стрімко падати, створюючи тривожну демографічну кризу, а також величезні затримки з точки зору промисловості та інфраструктури.
Саме тоді відбуваються два потрясіння, які сильно вплинуть на корсиканське суспільство.
1. Перше — це крах Французької колоніальної імперії. Колоніалізм дійсно став одним із головних виходів для корсиканців, котрі на початку 1920-их років становили близько 20 % колоніальної адміністрації, представляючи лише 1 % від населення метрополії. Кінець імперії позбавив корсиканську молодь перспектив їхніх батьків та привів до примусового повернення деяких із них на острів. Ця ситуація спричинила появу регіональних рухів. Під час подій в Алжирі 1958 і 1961 року Корсика була єдиним департаментом метрополії, захопленим повстанцями.
2. Друге потрясіння — прибуття на острів репатріантів із колишніх африканських володінь, яким держава неналежним чином виділяла землю на східній рівнині. На початку 1960-их років, до повернення репатріантів з Алжиру, вони становили близько 10 % населення острова.

## Перші регіоналістські рухи
Регіоналістські рухи були центрами відродження корсиканської мови та просували старі корсиканські культурні традиції. Перші ініціативи були зроблені корсиканськими студентами з Парижа (так звана команда Пантеону). Спусковим механізмом після подій, пов'язаних з алжирською війною, стала публікація в «Journal Officiel» від 8 грудня 1960, дуже символічної для Корсики, указу Алжиру про самовизначення. На початку 1961 року команда Пантеону, що складалася приблизно з 30 студентів, серед яких були Домінік Альфонсі, Шарль Сантоні, Фелікс Альфонсі, Туссен Лучані, Хосе Стромбоні, зібралася в квартирі, розташованій на площі Республіки. Було вирішено створити рух, який проявиться на острові в липні. В якості назви було запропоновано абревіатуру, що складалася з двох літер C і літери I, значення яких передбачалося не вказувати. Преса дуже швидко розкрила цей шифр: «Комітет незалежності Корсики» (франц. Comité pour la Corse indépendante). Однією з вимог організації було відкриття корсиканського університету.
Але 1962 рік став вирішальною датою для історії острова і для корсиканських націоналістів. Франція вела переговори про мир (Евіанські угоди) з алжирським FLN, поклавши край алжирській війні після 8 років кровопролитної партизанської війни. Понад мільйон французів, що проживали в колоніальному Алжирі протягом декількох поколінь, були змушені покинути країну, 17 000 з них приїжджають на Корсику. Серед них були винороби, які втратили свої землі та отримали державні субсидії на придбання площ, необхідних для вирощування вина.
У 1970 році у Візавоні було створено Корсиканську регіональну дію (франц. Action régionaliste corse, ARC), що намагалася звернути увагу французької влади на економічні труднощі острова, а також його культурні особливості, особливо лінгвістичні, та їх неврахування в адміністративному житті та освіті. Перш за все, ці рухи вимагали захисту та поширення корсиканської мови.
Складна економічна та демографічна ситуація на острові розкривалася в есе «Головний басейн світу», опублікованому в 1971 році, в якому автори-регіоналісти порівнювали Корсику з колонією.
Але регіоналісти так і не були почуті — особливо з огляду на масове переселення на територію Корсики репатріантів з Алжиру. Стверджуючи, що Корсика є «цілиною», де немає необхідності консультуватися з місцевим населенням із питань репатріації та критики фінансової підтримки або допомоги новоприбулим.

## Народження FLNC
У цій ситуації Корсиканська регіональна дія вирішує обрати більш радикальні способи дій.
21 серпня 1975 року біля двадцяти активістів організації на чолі з Едмондом Сімеоні, директором Azzione per a rinascita di a Corsica (ARC), зайняли винний підвал «чорноногого» власника виноградних плантацій Депеля. Маючи гвинтівки та навіть кулемет, вони бажали привернути увагу громадськості до становища острова та, зокрема, до його сільськогосподарської ситуації. Вони засуджували мертву хватку деяких «чорноногих» сімей за східну частину острова. Міністр внутрішніх справ Мішель Понятовські відправляє 2000 бійців служби безпеки та мобільних жандармів, підтримуваних легкими броньованими транспортними засобами, аби організувати штурм підвалу в середу 22 серпня близько 4 годин дня. Два жандарма були вбиті під час протистояння. Напруга в Бастії швидко зростає, і наприкінці дня спалахують сутички. Вони перетворюються в безлади після настання темряви та численну стрілянину: один представник служби безпеки був убитий, дуже багато поранені.
Ця подія знаменує собою початок радикалізації націоналістичних рухів, чиї вимоги еволюціонують, вимагаючи незалежності острова, і змушують наступні уряди враховувати «корсиканське питання».
Кількома місяцями пізніше, в ніч з 4 на 5 травня 1976 року, бойовики-націоналісти створили Фронт національного звільнення Корсики (FLNC). Створення організації було відзначене серією терактів на Корсиці та на континенті. Вони проводять прес-конференцію в монастирі святого Антуана в Касаб'янці, вельми символічному місці, оскільки саме там була прийнята конституція Корсики, а Паскаль Паолі проголосив незалежність в 1755 році. Майже не маючи марксистського підтексту, більшість лідерів незалежників походили з лав французьких націоналістичних правих чи з «аполітичних» кіл. Мало хто з присутніх був лівим. Існувала маоїстська група, число активістів якої було вкрай малим, і менше десятка троцькістів, чиї ідеї навряд чи будуть щось важити в ідеологічній освіті збройної організації за зразком в'єтнамської та алжирської моделей. На жаль, бандитизм та націоналізм на Корсиці народжуються фактично водночас.

## Сучасний стан
З 1975 року до кінця 2000-их років на Корсиці майже щодня здійснювалися теракти, здебільшого вночі. Відповідальність за них брав FLNC та різні дисидентські групи, однак деякі з них мали й суто кримінальні мотиви, далекі від політики. «Блакитні ночі», що характеризувалися численними одночасними та локальними атаками на весь острів, пригортали увагу ЗМІ.
З кінця 2000-их років атаки стали рідкістю, хоча й не зникли повністю.
30 березня 2014 року Жиль Симеоні переміг на муніципальних виборах у Бастії, ставши першим мером-націоналістом.
На територіальних виборах 2015 року коаліція «Pè a Corsica» (союз автономістів «Femu a Corsica» та незалежників «Corsica Libera») виграла другий тур, набравши 35,34 % голосів. Ця історична перемога вперше привела націоналістів фактично до керування Корсикою. Зараз вони є основною політичною силою на острові.
Під час французьких парламентських виборів 2017 року в Національну асамблею було обрано 3 депутатів із «Pè a Corsica».